# Basavilbaso
Basavilbaso est une ville de la province d'Entre Ríos, Argentine. C'est la deuxième ville la plus importante du département d'Uruguay. Elle a été le destin d'une forte immigration Ashkenaz depuis l'Europe au début du XXe siècle. Au carrefour des routes provinciales 20 et 39, elle est à 300 km de Buenos Aires, à 200 km de Rosario, et à 180 km de la capitale de la province, Paraná.
Les habitants l'appellent normalement 'Basso', pour raccourcir le nom.